# گیورگی اسلاوکوف
گیورگی اسلاوکوف (بلغاری: Георги Славков؛ ۱۱ آوریل ۱۹۵۸ – ۲۱ ژانویهٔ ۲۰۱۴) بازیکن فوتبال اهل بلغارستان بود.

## باشگاهی
از باشگاه‌هایی که در آن بازی کرده‌است می‌توان به باشگاه فوتبال سن-اتین، باشگاه فوتبال بوتو پلوودیو، و باشگاه فوتبال زسکا صوفیه، باشگاه فوتبال بوتو پلوودیو اشاره کرد.

## تیم ملی
وی سابقه ۳۰ بازی و ۱۲ گل در تیم ملی فوتبال بلغارستان را در کارنامه دارد.

## جوایز
اسلاوکوف در سال ۱۹۸۱ برنده جایزه کفش طلای اروپا شده است.